# الكتاب المدرسي السعودي
الكتاب المدرسي السعودي، قبل وصول الكتاب المدرسي السعودي إلى نسخته الحالية مر بمراحل عدة عبر فترة تاريخية ليست بالقصيرة.

## تاريخ الكتاب
يعود تاريخ الكتاب إلى حقبة زمنية طويلة تمتد إلى ما يزيد عن 5,000 سنة مر بها الكتاب ومواده بتغيرات وتطورات متدرجة منها:
- الكتابة على الأحجار والنباتات كلفافات البردي المصري، وهي التي تسمى عند الإغريق بتسم بابيروس (papyrus).
- الكتابة على الألواح الخشبية باستخدام آلات حادة.
- الكتابة على مواد حريرية.
- الكتابة على ألواح الطين الآشوري البابلي ومنها ألواح نيبور ونينوى، ويتم الحفر عليها بواسطة آلة غير حادة مثلثة الشكل وذلك عندما تكون الألواح الطينية رطبة.
- لحاء الشجر.
- الأقمشة.
- الورق.[1]

## تعريف الكتاب المدرسي
قدم التربويون تعريفات عدة للكتاب المدرسي منها: أنه نوع متفرد من الكتب ذو خصائص معينة، تعرض فيه مادة منتقاة في موضوع محدد بطريقة منظمة، وتتم صياغة المادة على أن تلبي حاجة موقف محدد في عمليات التعليم والتعلم. كما يعرف بأنه:«كل كتاب يؤلف طبقاً لمنهج دراسي قررت وزارة التربية والتعليم تدريسه في أي فرقة من مراحل التعليم العام أو الفني، سواء تم تأليف الكتاب في الوزارة أم خارجها»

## الكتب المدرسية قبل مديرية المعارف
قبل إنشاء مديرية المعارف العمومية السعودية، كانت هناك كتب عدة تم تدريسها في المدارس الأهلية التي كانت متواجدة قبل نشأة المديرية، وكانت تلك الكتب معدة لدول عربية مجاورة خاصة جمهورية مصر العربية، ومن هذه الكتب على سبيل المثال:
- كتاب (الدروس الجغرافية ) المعد لطلبة المدارس الابتدائية والمكاتب الأهلية المؤلف عام 1889م.
- الكتاب ( الابتدائي في الهندسة) المؤلف عام 1889م.

ومن الكتب التي كانت تدرس لطلبة المرحلة الثانوية:
- كتاب (تدريس البلاغة) المؤلف عام 1892م.
- كتاب ( الكنوز العباسية في المطالعة العربية) المؤلف عام 1892م.
- الدروس المنطقية للمدارس الأميرية المؤلف عام 1895م.
- كتاب ( الدين القويم برسم المدارس الخصوصية) للحضرة الفخيمية الخديوية المؤلف عام 1316هـ.
- كتاب ( التمرينات الهندسية) المؤلف عام 1897م.[3]

## الكتب المدرسية في عهد مديرية المعارف
تم افتتاح مديرية المعارف العمومية في شهر رمضان من عام 1344هـ، وتم بدء التدريس في مدارسها في المحرم من عام1345هـ، وفي المحرم من عام 1346هـ صدر أمر ملكي كريم بالموافقة على نظام مجلس المعارف، ومن مهام هذا المجلس انتخاب الكتب المدرسية الحكومية، وقد ركزت مديرية المعارف في بداياتها على العلوم الدينية، إلى جانب التركيز على تنمية حب الوطن. وفي عام 1348هـ، واشتملت المواد الدراسية على:
- العلوم الدينية: القرآن الكريم، التجويد، التوحيد، الفقه.
- اللغة العربية: اللغة العربية، الخط.
- العلوم الاجتماعية: التاريخ، الأخلاق، التربية الوطنية، الجغرافيا.
- العلوم الرياضية: الحساب، الهندسة.
- العلوم والصحة: الأشياء.
- الرسم.
- اللغة الإنجليزية.

وفي عام 1349هـ تم تعديل المناهج بحذف بعض المواد وتبديل مسميات بعضها الآخر، فأصبحت المرحلة التحضيرية تقتصر على كتب العلوم الدينية واللغة العربية والحساب. ووضع منهج مستقل بمواد مستقلة عام 1352هـ، وتمت إضافة مادة ( الأخلاق في السنة الثالثة من المرحلة التحضيرية وذلك عام 1355هـ، وشهد عام 1356هـ صدور النظام الأساسي لمديرية المعارف العامة والمكون من (47) مادة، ومن ضمن اختصاصاتها النظر في مختلف أنواع المناهج وإجراء أي تعديل فيها.
وبعد إلغاء المرحلة التحضيرية عام 1358هـ اكتفاء بالمرحلة الابتدائية التي أصبحت هي المرحلة الدراسية الأولى وسميت المدارس الأميرية، كان من أنظمتها أنه لا يجوز تدريس أي كتاب فيها دون أن يتم إقراره من مجلس المعارف، بالإضافة إلى موافقة رئاسة القضاء على ذلك.

### الكتب حسب المراحل الدراسية
أولاً: المرحلة الأولية:
- دروس الأشياء ومبادئ العلوم للمدارس الابتدائية للبنين والبنات، وهو من الكتب المصرية التي درست في المملكة.
- النحو المدرسي في القواعد العربية والتطبيق للتلاميذ.
- دروس التهذيب لتلاميذ المدارس الابتدائية في المملكة العربية السعودية.
- دروس التهذيب لسنوات التعليم الأولي.
- ملخص التاريخ الإسلامي لتلاميذ المدارس الأولية في المملكة العربية السعودية.
- المبادئ الزراعية لتلاميذ المدارس الأولية في المملكة العربية السعودية.
- المحفوظات والأناشيد المدرسية لكل سنة دراسية.
- دروس الصحة للسنة الأولى الابتدائية والسنة الرابعة الأولية في المملكة العربية السعودية.

ثانيًا: المرحلة التحضيرية:
- القسم الأول من دروس التوحيد.
- القسم الأول من الدروس الفقهية.
- سلم القراءة العربية: لتلاميذ المدارس الحجازية.
- المبادئ الصحية.
- مبادئ الدروس الفقهية.
- مبادئ دروس التوحيد.
- مقرر التوحيد.
- مبادئ الصحة.
- مقرر الفقه.
- مقرر الفقه للسنة الرابعة : كتاب آداب المشي إلى الصلاة.
- مقرر التوحيد للسنة الثالثة: وهو الرسالة المفيدة المهمة الجليلة في بيان أنواع التوحيد وأقسام الشرك ودرجات الكفر ومراتب النفاق.
- علم تقويم البلدان.
- المختار من السيرة النبوية[5]

## الكتب الدراسية في عهد وزارة المعارف
أنشت وزارة المعارف عام 1373هـ/1953م، واستعانت في بداية نشأتها بشكل مؤقت بمناهج بعض الدول العربية المجاورة، واقتبست منها ما يتوافق مع طبيعة المملكة العربية السعودية وعاداتها وتقاليدها، وبما يتماشى في الوقت ذاته مع الخطة الدراسة الموضوعة لمدارس المملكة، وقد تم التوقف عن التدريس بهذه المناهج؛ لرغبة الوزارة في تعديل المناهج وتطويرها بما يتوافق مع البيئة والثقافة المحلية وتعاليم الشريعة الإسلامية السمحة ومتطلبات الحياة المتنامية، وطبقت الفكرة على المدارس الابتدائية بينما استمرت المرحلة المتوسطة مستعينة بكتب الدول العربية حتى عام 1380هـ بينما ظل الحال نفسه في المرحلة الثانوية إلى مابعد عام 1380هـ.
وفي عام 1383هـ أسست إدارة خاصة بالكتب والمقررات الدراسية وسميت (إدارة الكتب والمقررات الدراسية)، وكانت تتبع الإدارة العامة للتعليم، وحددت الإجراءات المنظمة لأعمالها بقرار وزاري في العام نفسه.
وفي العام الدراسي 1388/1389هـ الموافق لعام 1968/1969م وضع منهج جديد بواسطة لجان من وزارة المعارف إلى جانبي تعديل الكتب الدراسية القائمة بصورة مؤقتة، وأعلنت الوزارة بعد ذلك عن مسابقات لأجل تأليف كتب مدرسية جديدة وفق شروط الوزارة وأسسها، ونتج عن ذلك تعديل بعض الكتب، وإعادة تأليف بعضها.
وفي عام 1403هـ استحدثت إدارة عامة للمواد التعليمية، واشتملت على:
- إدارة المكتبات المدرسية.
- إدارة الوسائل التعليمية.
- إدارة الكتب المدرسية ومن مهامها:
- حصر احتياج الكتب المدرسية وطرحها في مناقصات عامة.
- الإشراف على طباعة الكتب وإخراجها وفق مواصفات معيبنة.
- تشكيل لجان وتكليفها بتأليف الكتب أو تعديلها بناء على توصيات معينة.
- مراعاة احتياجات المناطق والجهات الداخلية والخارجية عند توزيع الكتب.
- متابعة طباعة الكتب وتوزيعها لضمان وصولها في الوقت المحدد.

وفي عام 1406هـ وما تلاها من سنوات سعت وزارة المعارف متمثلة في التطوير التربوي إلى تحديث الكتاب المدرسي وتطويره في التعليم العام والخاص وتعليم الكبار.

### طرق تأليف الكتب الدراسية ونظام تقريرها
- المسابقات:

يتم فيها الإعلان عن الحاجة إلى تأليف كتاب مدرسي محدد على مستوى الوطن العربي، ثم تشكل لجنة ؛ لدراسة الكتاب وفحصه وتقييمه، ومن ثم تحديد الفائز الذي قد يتعين عليه القياتم ببعض التعديلات إن تطلب الأمر.
- التكليف أو شراء حق التأليف:

تقوم وزارة المعارف بتكليف فرد أو جهة للقيام بتأليف الكتاب في مادة معينة أو تقوم بشراء حق تأليف كتاب مطروح في السوق أو في المجال التربوي وذلك بعد عرضه على لجنة مختصة لتقوم بفحصه بشكل عام من النواحي الدينية والسياسية والاجتماعية.

### عناصر تأليف الكتاب المدرسي
- طبيعة المتعلم.
- الأهداف المراد تحقيقها.
- المحتوى الملائم.
- الخبرات التعليمية المراد اكتسابها.
- خصوصية الطالب.
- الكتاب السابق والخبرات المشابهة.
- التقويم.[8]

### الشروط والمواصفات الخاصة بتأليف الكتاب المدرسي
أولاً: المواصفات الإدارية: وهي الأطر والشروط التي يتم الاتفاق عليها بين الوزارة ومؤلف الكتاب وتتصل غالبًا بالإجراءات الإدارية.
ثانيًا: الشروط العامة لتأليف الكتاب المدرسي ومنها على سبيل المثال:
- مراعاة الطرق التربوية في تقديم الموضوعات.
- الاهتمام بإدراج الصور والرسوم والأشكال التوضيحية.
- مراعاة المستوى العلمي والنمو العقلي للطلاب.[9]